# Ткаченко Євгеній Вікторович
Євгеній Вікторович Ткаченко (30 серпня 1983 року м. Київ, Україна) — український бейсболіст. Майстер спорту з бейсболу, віце-президент федерації бейсболу та софтболу Києва та Київської області, є одним із засновників бейсболу в Києві, займається розвитком інфраструктури бейсболу в Україні.
- 1997 р. — Член Збірної команди України серед Юнаків.
- 1998 р. — Учасник Світової першості в США.
- 1999 р. — Член Національної Збірної України серед кадетів.
- 2000 р., 2015 р. — Бронзовий Призер Чемпіонату України.
- 2001 р. — в складі Національної Збірної України стали Чемпіонами Європи змагання Big-league, та єдиними представниками з Європи у світовій першості в США.
- 2002 р. — Учасник Збірної Команди з України в змаганнях Big-League.
- 2002—2003 рр. — Віце-чемпіон України, та кандидат до Національної (дорослої) збірної України.
- 2004—2005 рр. — Чемпіон України 2004 року, володар Кубку України. Бронзовий призер Європейського Клубного Чемпіонату.
- 2005, 2007, 2009, 2015, 2019 рр. — член Національної Збірної України з бейсболу.
- 2014 р. — Віце-чемпіон України.
- 2015 р. — Бронзовий Призер Чемпіонату України.
- 2013 р. — Чемпіон Києва.
- 2014, 2015 рр. — Віце-чемпіон Києва.
- 2018 р.  —  в.о. директора ДЮСШ "Дарниця".
- 2020 р. по теперішній час  —  директор ДЮСШ "Дарниця".

Гравець таких команд:
- Дарницькі Тигри, Київ — Чемпіонат Києва — (1994—1996),
- Алмаз, Київ — перша Ліга Чемпіонату України (1996—1999),
- Атма-Спорт, Київ — Чемпіонат України (2000—2013),
- Атма-Спорт, Київ — Вища Ліга (2018),
- NewEra, Київ — КБЛ (2013)
- Аллігатори, (Київ) — КБЛ (2014)
- Дарницькі Тигри, (Київ) — КБЛ (2015)
- West Fire, Рівне — Чемпіонат України — 2014 по нині.

Тренерська кар'єра:
- 2012—2013 рр. — Головний Менеджер команди Атма-Спорт.
- 2013 р. — Головний Менеджер команди — «NewEra».
- 2014 р. — Один з засновників та тренерів Київської Бейсбольної та Софтбольної Школи (КБСШ).
- 2014 р. — Чемпіони Києва з командою КБСШ.
- 2015 р. — Віце-чемпіон Києва з командою КБСШ.
- 2015 р. — Бронзовий Призер Чемпіонату України серед юнаків.
- 2016 р. — Головний тренер юнацької Національної Збірної України з бейсболу.
- 2016 р. — Старший тренер від м. Києва.
- 2017-2018 рр  — тренер юнацької Національної Збірної України.

Досягнення:
- Найкращий гравець (пітчер) Чемпіонату Європи 1997 року (Чехія),
- Найкращий гравець (пітчер) Клубного Чемпіонату Європи 2004 року (Австрія),
- Найкращий захисник турніру імені Колодицького 2008 року (Кіровоград).
- Подяка від Київської Міської Адміністрації за вагомий внесок у розвиток фізкультури та спорту в м. Києві.
- Присвоєно кваліфікацію Тренера вищої категорії з бейсболу у 2020 році.